# Hans van Oostrom Soede
Henri Max Louis Frédéric Emile (Hans) van Oostrom Soede (Groede, 12 mei 1910 — 's-Gravenhage, 11 juli 1993) was een officier in de Nederlandse Koninklijke Marine. Van Oostrom Soede diende in de Onderzeedienst en hij heeft zich in de Tweede Wereldoorlog zozeer onderscheiden dat hij in een Koninklijk Besluit van 9 januari 1948, No. 25, werd benoemd tot Ridder der 4e klasse in de Militaire Willems-Orde.

## Jeugd
Van Oostrom Soede werd in Zeeuws-Vlaanderen geboren als zoon van burgemeester Jan Marie van Oostrom Soede en Susanna Cornelia Johanna Burgerhoudt. Toen hij elf jaar was verhuisde het gezin naar Indië. Hij was al gauw het enige junior-bestuurslid van de zwemvereniging, en daar kreeg hij de smaak te pakken van het leiding geven. In 1927 wilde hij elektrotechnisch ingenieur worden, maar daar zat geen toekomst in. Daarom sloot hij zich aan bij de Marine, waar wel de mogelijkheid bestond om zich te bekwamen in de elektrotechniek. Hij ging naar het Koninklijk Instituut voor de Marine in Den Helder.

## Marine
In die jaren heerste daar een ijzeren discipline. Elektrische zaken hadden nog steeds zijn belangstelling, maar leiding geven was toch aantrekkelijker. Hij waardeerde ook de hechte saamhorigheid. Dat hij nog te jong was om leiding te geven zette hem ertoe overplaatsing aan te vragen naar de onderzeedienst in Indië. Drie jaar later was hij 'oudste officier', dat wil zeggen ondercommandant. In 1938 werd hij commandant van de O-12 en in 1939 van de O-15, waarmee hij naar de West voer.

### Oorlogsjaren
In 1942 werd Van Oostrom Soede met de O-15 naar Engeland ontboden waar hij belast werd met de afbouw van Hr. Ms. Dolfijn, een U-klasse-onderzeeboot. Hij liet er wijzigingen aanbrengen, die later door de Engelsen allemaal werden overgenomen, dat werd de V-klasse.
Als commandant van de Dolfijn  voer hij eerst naar Algiers om zich bij de 8th Submarine Flotilla te voegen. Hij huurde een kamer aan wal, maar overdag was hij continu aan boord van de H.M.S. Maidstone. De commandant was een Brit. De flotilla bestond uit 12 onderzeeërs, toen de Dolfijn tien maanden later vertrok, waren er daarvan nog maar twee over, maar de vloot was inmiddels aangevuld tot vierentwintig schepen.
In juli 1943 kwam de Dolfijn bij Civita Vecchia een koopvaardijschip tegen, geëscorteerd door een kustvaartuig, een zogenaamde U-J (U-boot Jager) met dieptebommen. Hun torpedo bracht het koopvaardijschip tot zinken. Daarna ging de Dolfijn zo snel mogelijk naar beneden.
Bij Cavoli, een klein eilandje bij Elba, viel de Dolfijn een onderzeeboot aan. Zijn luchtbellen werden door een Junkers 88 gezien, maar ze konden nog net ontsnappen. Toen ze bij Kaap Spartivento een onderzeeër naar de bodem hielpen, waren er enkele overlevenden, die toevallig op de brug stonden. Zij werden door een mijnenveger opgepikt.
Op een dag kwam prins Bernhard op inspectie in Algiers, gekleed in een Brits luchtmachtuniform. Na de inspectie van de Dolfijn was er een partij op de Maidstone. De sfeer was formeel. Op voorstel van Van Oostrom Soede heeft de prins zich toen verkleed in een uniform van de Nederlandse marine, zodat ze onopvallend aan wal konden gaan.
In september 1943 viel de Dolfijn een Duits troepentransportschip aan, dat gebruikt was om Bastia  te evacueren. Het schip vloog in brand.  Aangezien er veel munitie aan boord was, durfden de beschermende schepen niet langszij te komen om de troepen over te nemen. 
In de baai bij Ustica werd de Dolfijn negentig keer beschoten door een Italiaanse motortorpedoboot. Verder bracht hij in de Middellandse Zee een anti-luchtdoelschoener en nog een Duitse transportschip tot zinken.
De voordracht van het kapittel van de Militaire Willems-Orde, met de gebruikelijke kwalificatie "het bedrijven van uitstekende daden van moed, beleid en trouw", werd in het Koninklijk Besluit overgenomen.

### Na de oorlog
Zijn lange loopbaan in de Koninklijke Marine, hij bracht het tot kapitein-ter-zee, waarnemend commandant van het vliegdekschip Hr. Ms. Karel Doorman en commandant van de Onderzeedienst Nederland, leverde van Oostrom Soede meerdere onderscheidingen op.
- Ridder der 4e klasse in de Militaire Willems-Orde.
- Officier in de Orde van Oranje-Nassau met de Zwaarden
- Het Bronzen Kruis, verleend op 4 mei 1944
- Het Oorlogsherinneringskruis met twee gespen
- Het Onderscheidingsteken voor Langdurige Dienst als officier met het getal XX
- Het Ereteken voor Orde en Vrede
- Een hoge Britse ridderorde, "Honorary Companion" in de Distinguished Service Order van het Verenigd Koninkrijk
- Een Deense ridderorde; Ridder 1e klasse in de Orde van de Dannebrog

In 1960 ging Van Oostrom Soede met pensioen. In 1993 overleed hij in Den Haag.